# Matti Tuomi
Matti Mies Tuomi (* 18. August 1925 in Hämeenlinna; † 30. Juni 2013 ebenda) war ein finnischer Eisschnellläufer.
Tuomi, der für den Hämeenlinnan Tarmo startete, nahm von 1937 bis 1956 meist an nationalen Wettbewerben teil und wurde im Jahr 1945 finnischer Juniorenmeister im Mehrkampf. International startete er erstmals bei der Mehrkampf-Weltmeisterschaft 1947 in Oslo und errang dabei den 11. Platz im Großen Vierkampf. In der Saison 1951/52 lief er bei der Mehrkampfeuropameisterschaft 1952 in Östersund auf den 18. Platz im Großen Vierkampf und in Oslo bei seiner einzigen Teilnahme an Olympischen Winterspielen auf den 23. Platz über 10.000 m sowie auf den 12. Rang über 5000 m. Seine beste Platzierung bei finnischen Mehrkampfmeisterschaften erreichte er im Jahr 1947 mit dem zweiten Platz.

## Persönliche Bestleistungen
| Disziplin | Zeit        | Datum            | Ort       |
| --------- | ----------- | ---------------- | --------- |
| 500 m     | 45,8 s      | 5. Januar 1956   | Tampere   |
| 1500 m    | 2:24,0 min  | 9. Februar 1952  | Hamar     |
| 3000 m    | 5:10,8 min  | 19. Januar 1946  | Tampere   |
| 5000 m    | 8:40,0 min  | 17. Februar 1952 | Oslo      |
| 10.000 m  | 17:57,4 min | 24. Februar 1951 | Östersund |